# نظام إدارة بيئية

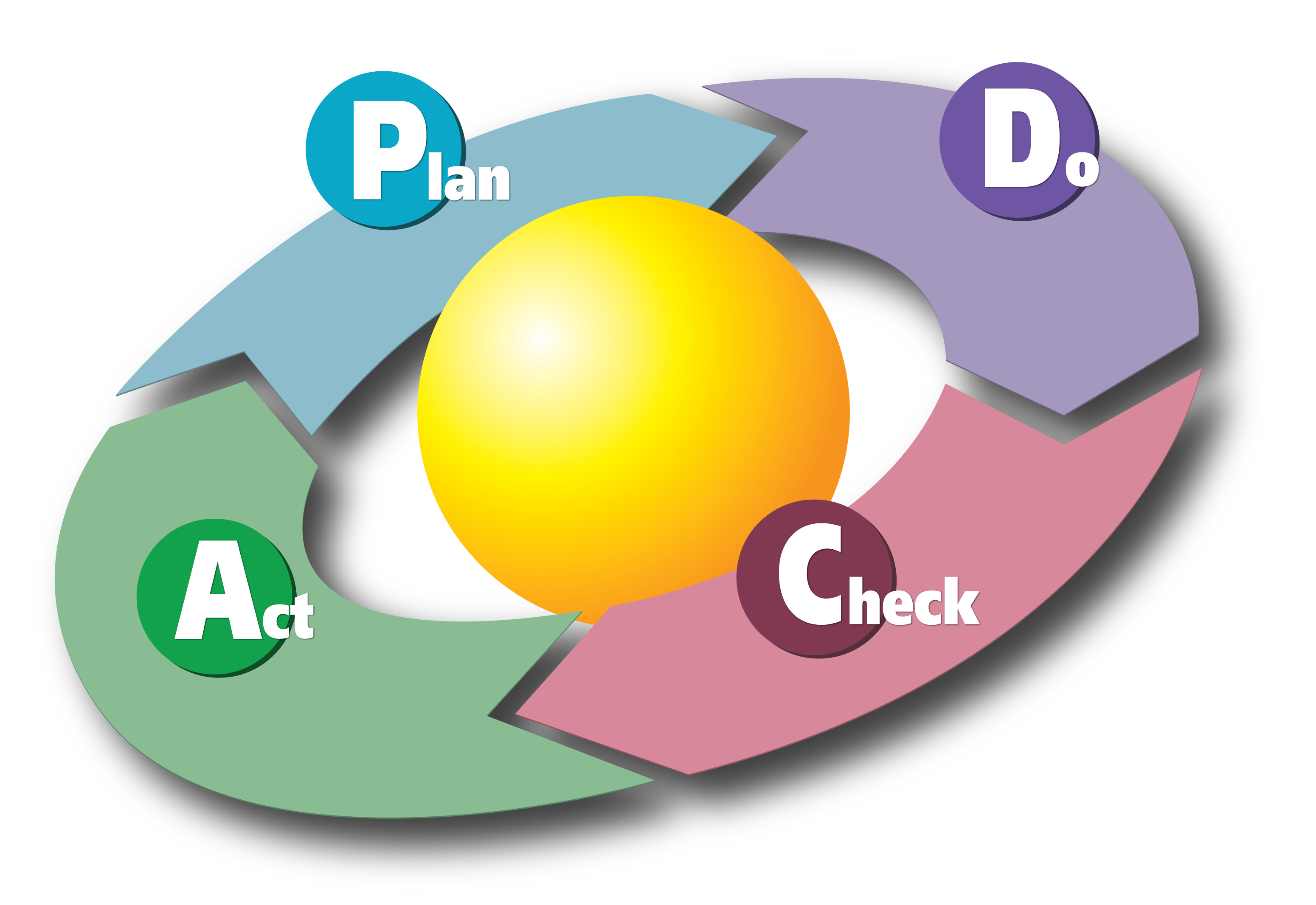

نظام الإدارة البيئية هو نظام وقاعدة بيانات تدمج الإجراءات والعمليات لتدريب الموظفين، والرصد، والتلخيص، والإبلاغ عن معلومات الأداء البيئي المتخصصة لأصحاب المصلحة الداخليين والخارجيين للشركة.
المعيار الأكثر استخدامًا الذي يعتمد عليه نظام الإدارة البيئية هو المنظمة الدولية للتوحيد القياسي (آيزو) 14001 . البدائل تشمل خطة الإدارة والتدقيق البيئي.
نظام معلومات الإدارة البيئية هو حل لتكنولوجيا المعلومات لتتبع البيانات البيئية لشركة كجزء من نظام الإدارة البيئية الشامل.